# Nate Potter
(en) Statistiques sur pro-football-reference
Nate Potter, né le 16 mai 1988 à Denver dans le Colorado, est un joueur américain de football américain. Il a évolué avec les Cardinals de l'Arizona au poste d'offensive tackle.

## Enfance
Potter étudie à la Timberline High School de Boise dans l'Idaho.

## Carrière

### Université
Il est recruté en 2007 par l'université d'État de Boise et joue son premier match en NCAA la saison suivante, en 2008, où il est titulaire à huit reprises, il reçoit les honneurs académiques par la conférence WAC. En 2009, il apparaît dans l'équipe de la saison pour la conférence WAC avant d'y apparaître une seconde reprise en 2010.
En 2011, il est nommé dans l'équipe All-America de l'année.

### Carrière professionnelle
Il est sélectionné à la 221e place (septième tour) de la Draft 2012 par les Cardinals de l'Arizona. Il joue huit matchs durant sa première saison de rookie, dont six en tant que titulaire.

## Palmarès
- Honneurs académiques de la conférence WAC 2008
- Équipe de la conférence WAC 2009 et 2010
- Troisième équipe All-America 2010
- Équipe All-America 2011